# Федерация кикбоксинга России
Федерация кикбоксинга России — общероссийская общественная организация, член международной ассоциации ВАКО  занимающаяся развитием кикбоксинга в России. В СССР кикбоксинг начал развиваться с 1987 года . В ноябре 1991 года в Свердловске была образована федерация кикбоксинга России со штаб-квартирой в Челябинске, которую возглавил Юрий Романов, в апреле 1996 года Федерация кикбоксинга России со штаб-квартирой переезжает в г. Москве. В состав Федерации кикбоксинга России входят 80 региональных Федераций, представляющих субъекты РФ. С 2017 года по 2021 гг президент — Вадим Владимирович Украинцев, с 21 мая 2021 - президент Бату Сергеевич Хасиков.. Государственная аккредитация вида спорта ПРИКАЗ МИНСПОРТА РОССИИ ОТ 26.04.2019 N 348 (РЕД. ОТ 01.11.2019) "О ВНЕСЕНИИ ИЗМЕНЕНИЙ В РЕЕСТР ОБЩЕРОССИЙСКИХ И АККРЕДИТОВАННЫХ РЕГИОНАЛЬНЫХ СПОРТИВНЫХ ФЕДЕРАЦИЙ" . В 2019 году ФКР получила приглашение от РУСАДА на антидопинговый семинар, направив туда свою антидопинговую образовательную стратегию.

## Официальные соревнования
В сентябре 1997 года прошло первое в истории кикбоксинга Первенство мира среди молодежи под эгидой Всемирной ассоциации организаций кикбоксинга. Одним из победителей в тяжелом весе стал, будущий чемпион мира по кикбоксингу, неоднократный чемпион России, двукратный чемпион Европы, чемпион мира и Олимпийских Игр по боксу в Афинах Александр Поветкин из Курска. В июле 2001 года на отчетно-выборной конференции президентом ФКР был избран Михаил Шмаков, возглавляющий федерацию независимых профсоюзов России. В декабре 2003 года на отчетно-выборной конференции президентом ФКР был избран Юрий Рындин, занимающий этот пост на сегодняшний день. Михаил Шмаков стал почетным президентом ФКР.

## Признание кикбоксинга олимпийским видом спорта
20 июля на сессии в Токио Всемирная ассоциация организаций кикбоксинга (WAKO) получила полное признание Международного олимпийского комитета (МОК).

## Структура
Руководящим органом Федерации кикбоксинга России является президиум.
Сегодня ФКР это:
- около 500 000 спортсменов, в том числе около 30 000 спортсменов, занимающихся в учреждениях спортивной подготовки Минспорта РФ и Министерства образования РФ;
- порядка 800 тренеров и специалистов работают по специализации «кикбоксинг»;
- вид спорта «кикбоксинг» развивается в 80 субъектах Российской Федерации, более чем в 300 спортивных школах, клубах и секциях;
- 63 аккредитованные региональные федерации;
- более 120 кикбоксеров награждено правительственными наградами.

## Цели
- развитие и популяризация кикбоксинга;
- подготовка, развитие, преподавание и изучение вида спорта кикбоксинга в России;
- содействие в повышении технического мастерства лиц, занимающихся кикбоксингом, имеющих как ученические, так и мастерские степени;
- оказание помощи, защита прав и интересов членов Федерации, лиц, занимающихся кикбоксингом, специалистов и ветеранов кикбоксинга;
- пропаганда здорового образа жизни среди молодежи и лиц других возрастных категорий;
- развитие международных контактов в области спорта [7]